# 穆罕默德·阿西夫·桑迪拉
穆罕默德·阿西夫·桑迪拉  （1954年—），是一名巴基斯坦海军退役軍官，曾任巴基斯坦海军第14任海军参谋长。軍銜為四星海軍上將。 在被任命为海軍司令之前，桑迪拉曾短暂担任巴基斯坦海军副海军参谋长，他于2010年上任。
2011年，应优素福·拉扎·吉拉尼总理的要求，時任巴基斯坦總統阿西夫·阿里·扎尔达里将桑迪拉提升为四星上将，并于2011年10月7日任命他为海军参谋长，当时的海军参谋长努曼·巴希尔海軍上将退休。2014年10月3日，桑迪拉上將退休，職務由穆罕默德·扎考拉海軍上將接替。